# Piedimonte (Nocera Inferiore)
Piedimonte (Pieremonte in dialetto locale), è uno dei più antichi e popolosi rioni nocerini, insieme al contiguo rione di Pietraccetta forma il quartiere di Piedimonte-Pietraccetta.

## Geografia

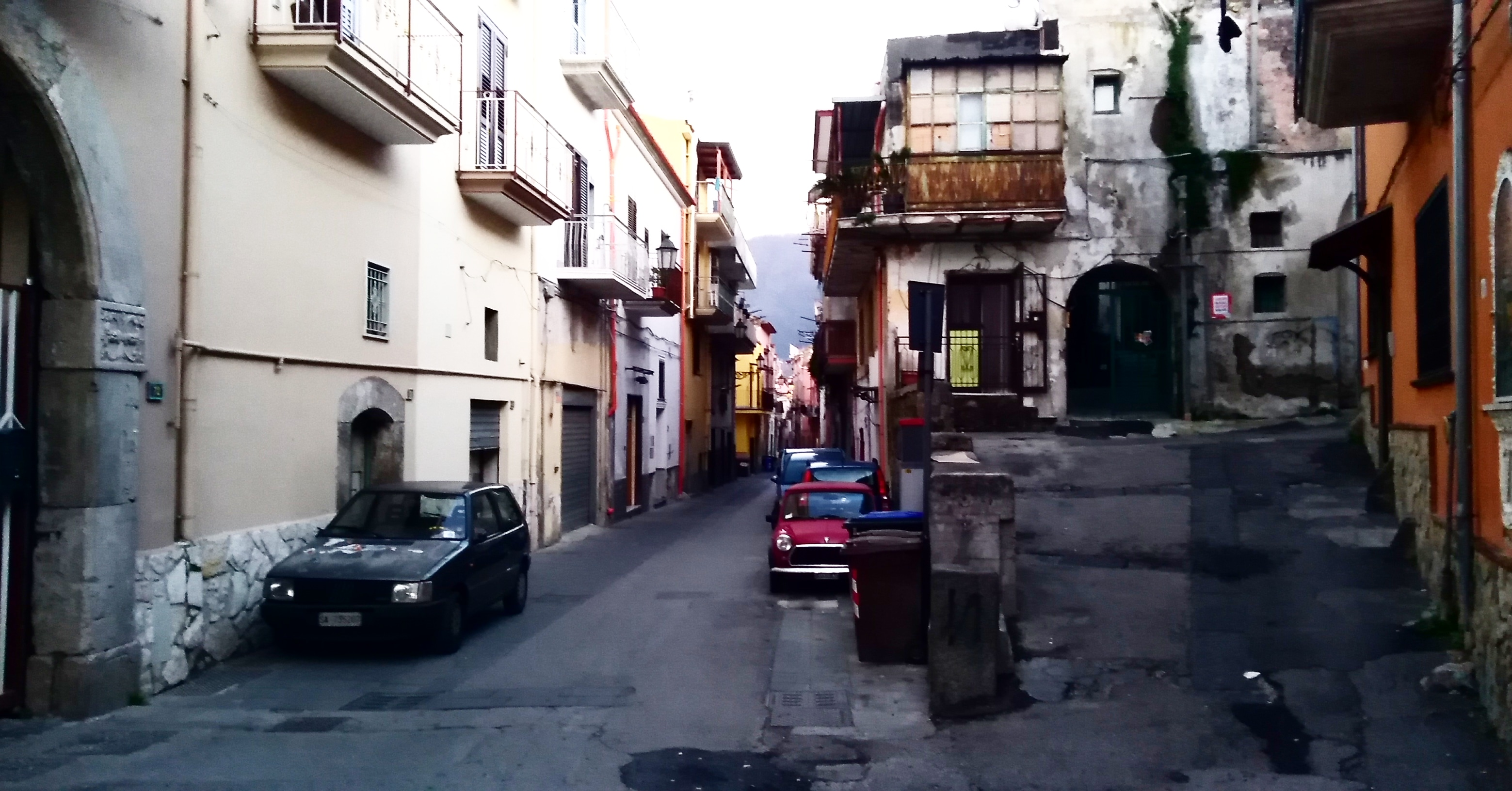
Scorcio di Piedimonte

Il rione di Piedimonte (così come Pietraccetta) costeggia i fianchi sud-orientali della collina del Parco (da qui il suo toponimo) e rappresenta un insediamento storico di notevole interesse per l'intreccio di vie e violetti di cui sono formati. Col rione di Pietraccetta, forma il nucleo storico del quartiere. Verso il passo di Chivoli si trovano invece i moderni nuclei residenziali.
Confina con la località di Codola.

## Storia

### Antefatti
L'area in epoca antica era già praticata, vista la presenza, oltre alle risorse che la collina dava, anche di numerose cave e giacimenti di tufo grigio nelle zone circostanti (specialmente sulle alture di Chivoli e del Torricchio).
Dopo la Battaglia dei Monti Lattari le mura dell'antica Nuceria perdono la loro funzione difensiva. La città comincia a spopolarsi. Intorno al 600, Nocera cadrà definitivamente in mano longobarda.
Intorno al X secolo, per opera dei monasteri di San Massimo e Santa Sofia di Salerno, fu avviata un'ampia opera di bonifica dei territori incolti dell'Agro Nocerino.
Per difendere queste colture dalle incursioni saracene, intorno al 984 nasce la firmitas nova nucerina, che si sviluppa come castello sulla cima della collina di Sant'Andrea.
Il sistema difensivo è completato dalla nascita di strutture difensive a Pucciano (Nocera Superiore) e Lanzara, (Castel San Giorgio), prima e la Rocca Apudmontem a Roccapiemonte poi (1042).
La città di Nuceria rinasce intorno al nucleo difensivo della collina di Sant'Andrea.

### La nascita e lo sviluppo di Piedimonte

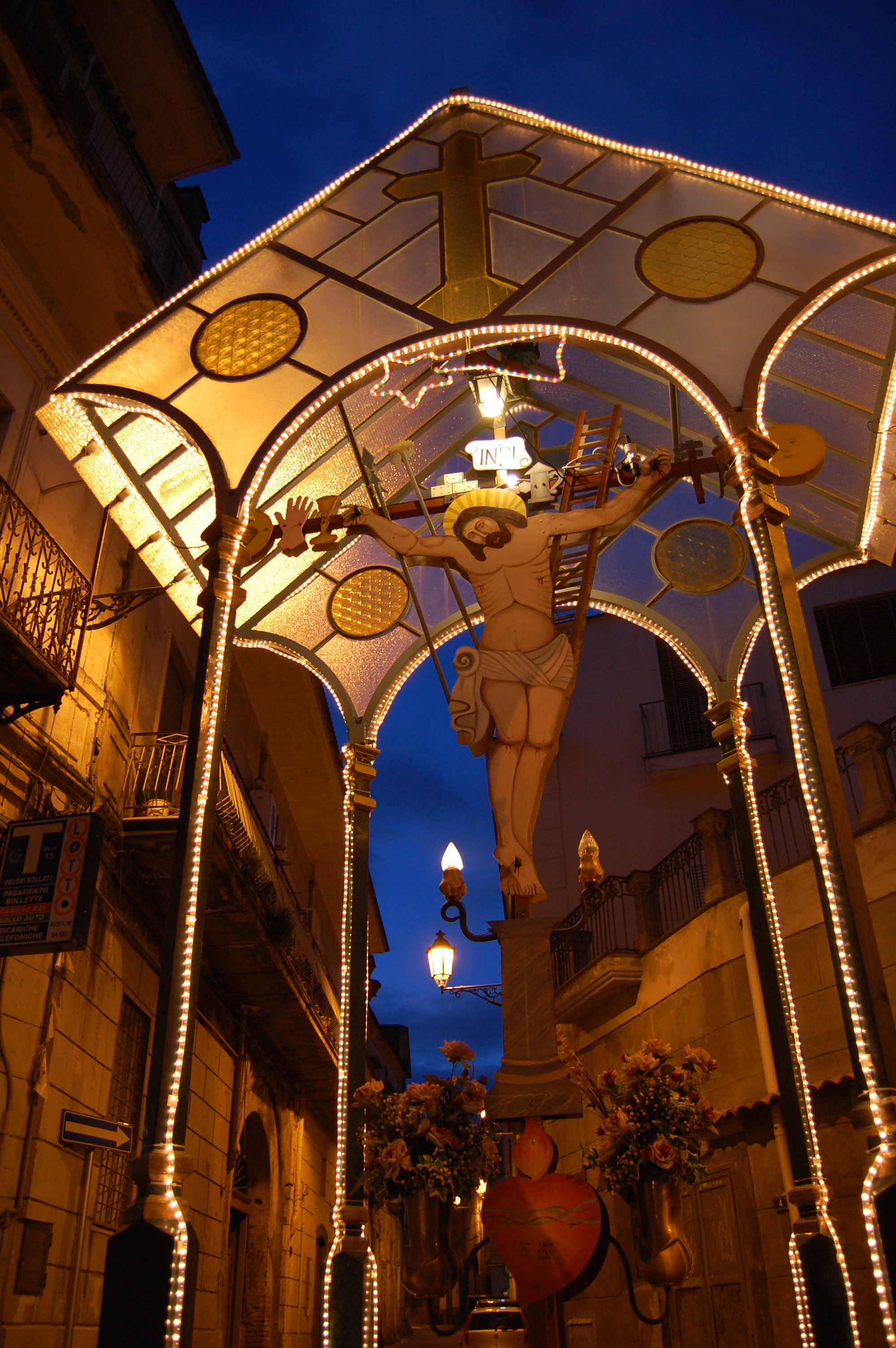
Il grande crocifisso seicentesco

È da qui che inizia anche la storia di Piedimonte, che ha seguito le sorti e le fortune commerciali della firmitas nova, sviluppandosi contemporaneamente alla zona del Tostazzo (Arenula) ed il popoloso Borgo, ai piedi del maniero, successivamente a pochi passi dalla Basilica e convento di Sant'Antonio.
Una delle prime attestazioni di Pede de monte si ha nel 1052, quando si fa menzione di una chiesa dedicata alla Santa Croce ai piedi di una porta (Urbulana) del monte dov'era il castello nocerino.
In questi anni, all'ingresso del quartiere di Piedimonte, nella zona contigua a Pietracetta, fu eretta una chiesa parrocchiale (della quale si hanno notizie già a partire dagli inizi del XIV secolo) costruita nei pressi della Porta di San Bartolomeo, antico accesso alla collina del Parco. Tale chiesa resterà attiva fino al XVII secolo.
Nel rinascimento, fece la fortuna ivi il nocerino Pietro D'Acetto, che contava nel borgo già numerose proprietà.
Alcuni dei giardini e delle masserie di sua proprietà, formeranno in seguito il rione che prende forse il suo nome, ovvero quello di Pietraccetta; la storia dei due rioni è stata sempre pressoché comune.
Nel 1603 da alcune proprietà dello stesso D'Accetto fu costruita una nuova parrocchia, attiva fino al 1812. Nei pressi di una chiesetta al centro di Piedimonte (dedicata a San Lorenzo), nel XVII secolo fu eretto un crocifisso ligneo, dopo una pestilenza che si abbatté sulla città. Il manufatto è tuttora esistente.
Nel 1717 gli olivetani di Santa Maria a Monte, in un vastissimo terreno, riedificarono il loro convento, ribattezzando la zona Monteoliveto.
Decaduto nel 1807, l'attuale Chiesa di San Bartolomeo fu costruita nel 1812.
Fece parte dell'Università di Nocera Corpo sita nella zona soprana di Nocera dei Pagani, insieme anche al villaggio di Casolla, il Vescovado e buona parte dell'attuale Nocera Superiore, dissolte Nocera de Pagani e Nocera Corpo (comune formatosi nel 1806 e decaduto nel 1834), nel 1851, quando le due Nocera furono definitivamente scisse, Piedimonte, il Vescovado e Casolla, fecero regia richiesta di far parte dei villaggi inferiori.
Dagli anni '60 parte del rione vide un rimodernamento strutturale ed un aumento demografico notevole. La rivalorizzazione del rione toccò un certo apice negli anni '70, grazie al sindaco Arcadio Siciliano (a cui è dedicata la piazzetta centrale del rione).

### IlVittorio Emanuele
Dagli enormi spazi del convento di Monteoliveto, venne ricavato il manicomio dedicato a Vittorio Emanuele.
Attivo fino alla metà del XX secolo, le strutture ospitano oggi importanti edifici pubblici della città.

## Le Chiese di San Bartolomeo

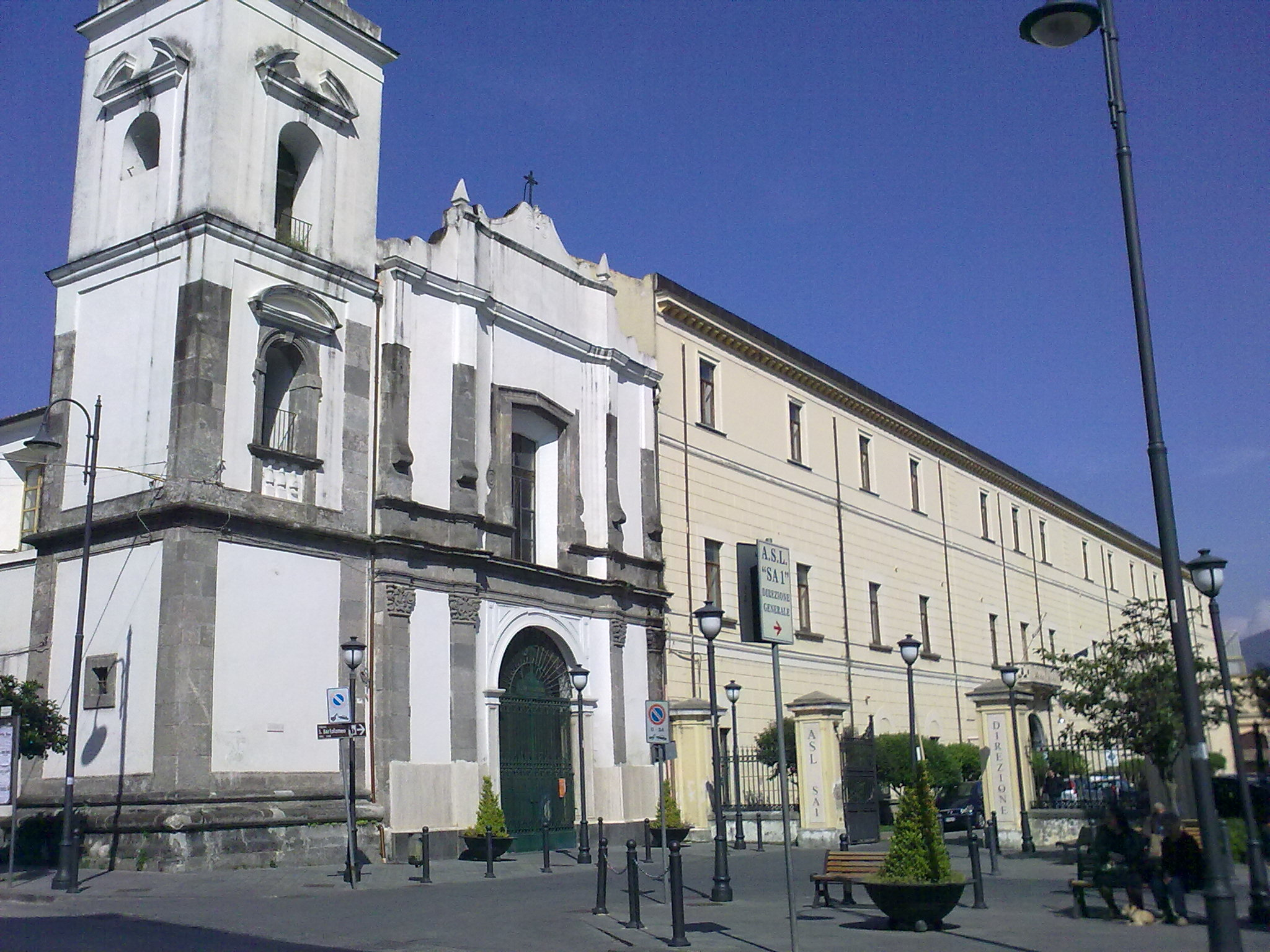
Il complesso di Monteoliveto con l'attuale Chiesa di San Bartolomeo

Come già citato sopra, Piedimonte ha visto l'evoluzione di tre nuclei ecclesiastici: 
La Porta di San Bartolomeo nel medioevo, la Chiesa Vecchia nel 1603, il convento di Monteoliveto del 1717 e la parrocchia attuale.
Il santo titolare del rione è de iure proprio San Bartolomeo, a capo della parrocchia fanno parte anche le zone fino a Viale San Francesco e l'area del vicino Cimitero.
De facto è molto radicato il culto per Sant'Antonio, vista la stretta vicinanza col convento.

## Cultura
Il folklore è la cultura nocerine trovano una culla in questo rione.
Le tradizionali usanze del 14 agosto e del 12 dicembre, qui trovano largo riscontro.
Nei pressi del rione è presente l'oratorio Domenico Savio, gestito dalla antistante parrocchia di San Bartolomeo.
La vicinanza col tribunale, ha permesso lo sviluppo di due parchi pubblici, un fornitore automatico d'acqua, nonché numerosissime attività commerciali.
Nel rione si organizza l'ormai storico Presepe Vivente.
Piedimonte era una delle tappe fondamentali del celebre Corteo Storico Nocerino dove si rievocava l'elezione dei due Sindaci Universali di Nocera Soprana.
Nel mese di maggio, nel rione vi è la rassegna de' I cortili di un tempo, che propone un percorso tra le antiche usanze e la storia di Piedimonte.
Come tutta la città, Piedimonte è citata nei romanzi della Nofi di Mimì Rea.

## Infrastrutture e trasporti
Dal 1977 al 1992 nel rione esisteva il Posto di movimento e bivio Piedimonte una stazione tranviaria che si collegava con l'omologo di Grotti, passando alle spalle del Cimitero, verso la Stazione di Codola, lungo la Ferrovia Nocera Inferiore-Codola.
Negli ultimi anni è stato valutato il suo ripristino, per favorire il trasporto verso il quartiere ed il vicino cimitero. 
Nel rione è presente anche l'omonima stazione, oggi dismessa, alle spalle del tribunale.

## Sport

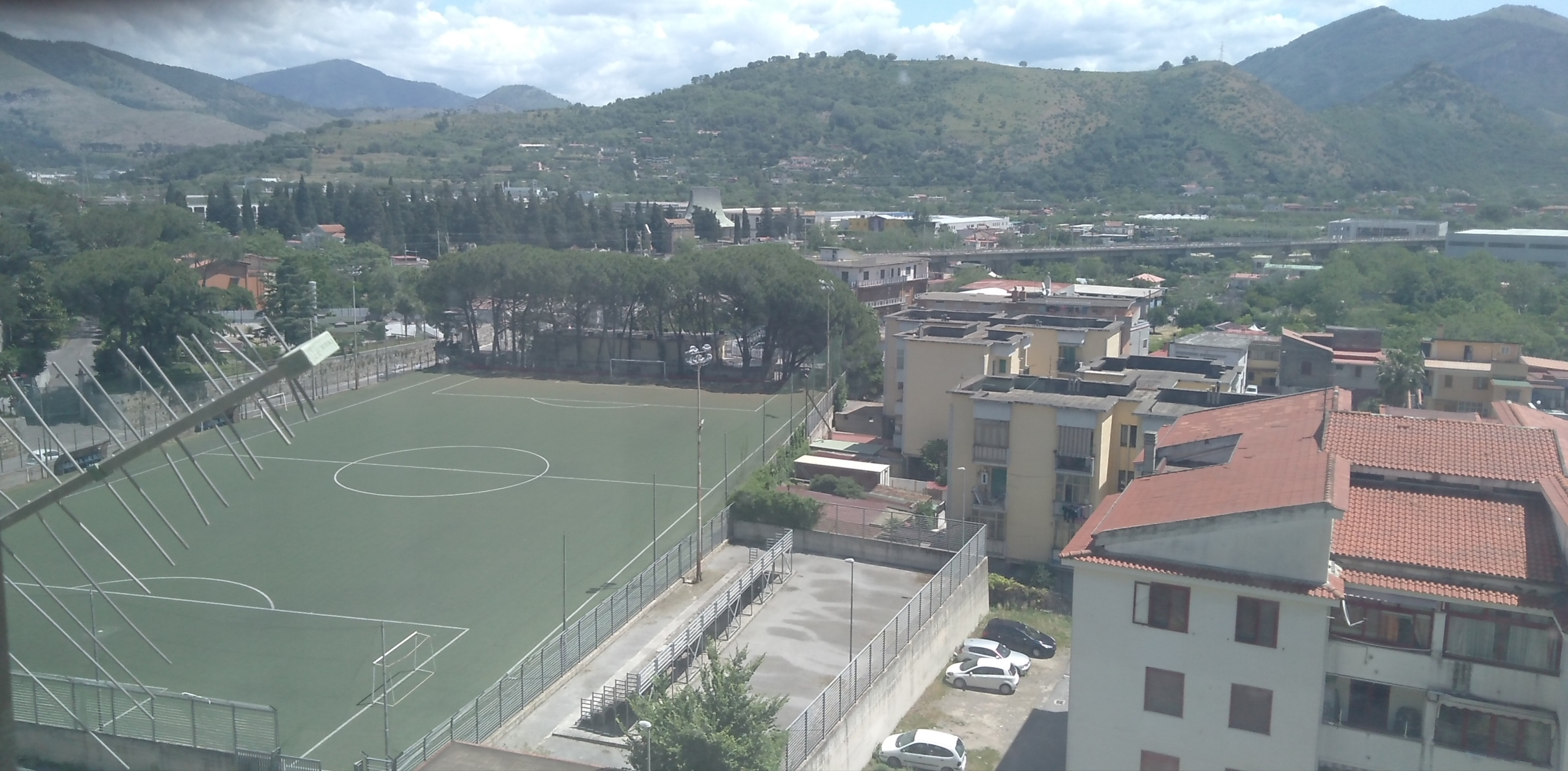
Vista del Campo sportivo di Piedimonte

Nel rione si trova il secondo campo da calcio comunale della città, il Campo Sportivo di Piedimonte.
Di proprietà comunale, ospita gli allenamenti della Nocerina e molte realtà minori e giovanili.
Legata al rione, è senza dubbio l'Alfaterna, la seconda squadra della città, che da anni ha fatto del campo sportivo piedimontese il suo fortino.
Un'altra realtà calcistica locale fu il Piedimonte Calcio fusosi nel 2011 proprio con l'Alfaterna.

## Curiosità
- Nel rione, in Via Cafiero, ha sede un Plesso del V Istituto Comprensivo con scuola dell'infanzia (asilo), primaria (elementari) e secondaria di primo grado (medie).
- Localmente, Il rione Piedimonte viene soprannominato "La Capitale di Nocera" (A' Capitale e' Nucæra in dialetto locale) essendo il quartiere con il maggior numero di abitanti.[senza fonte]